# La Dune
 La Dune  ist ein französisch-israelischer Film von Yossi Aviram aus dem Jahr 2013.

## Handlung
Hanoch führt ein ruhiges Leben in einer Stadt in Israel. Er betreibt eine Fahrrad-Werkstatt, spielt gerne und gut Schach. Gelegentlich betrachtet er ein altes Farbfoto mit einem kleinen Jungen am Strand vor einer riesenhaften Düne. Als er erfährt, dass seine Freundin schwanger ist, verlangt er von ihr eine Abtreibung. Nach der folgenden Auseinandersetzung mit ihr verschwindet er einfach.
An einem Strand in den Landes wird ein bewusstloser Mann angespült. Eine Spaziergängerin findet ihn, alarmiert die Polizei, und der Mann wird in ein Krankenhaus eingewiesen. Er hat keine Papiere bei sich, ist unverletzt, spricht aber kein Wort. Allerdings hat er einen Zeitungsartikel über den Selbstmord des Schriftstellers Moreau in der Tasche.
Zur gleichen Zeit ist Reuven vom Departement der Pariser Polizei für vermisste Personen dabei, seinen Ruhestand in die Wege zu leiten. Er ist amtsmüde und deprimiert. Soeben hatte er Moreau, einen vermissten Schriftsteller, in einem Hotel aufgespürt. Während er unten auf der Straße auf Moreau gewartet hatte, hatte der sich umgebracht, indem er aus dem Fenster gesprungen ist. Reuvens Partner Paolo, mit dem er seit Jahren zusammenlebt, macht sich ernsthaft Sorgen. Widerwillig erklärt er sich aber bereit, sich des Falls anzunehmen, und reist nach Aquitanien. Er besucht den Mann im Krankenhaus, spricht mit der Frau, die ihn gefunden hat, und versucht, die Spuren des Unbekannten aufzunehmen. In einer Rückblende wird erzählt, wie der Mann dem Kommissar in Paris aufgelauert hat, ihm überallhin gefolgt ist und wie er ihn beim Schachspiel beobachtet hat.
Indem er seine spärlichen Informationen über den Unbekannten Stück für Stück miteinander kombiniert und zusammensetzt, gelingt es Reuven schließlich, dessen Identität festzustellen.

## Produktion
La Dune ist das Spielfilmdebüt von Yossi Avirami, der seit 1999 vorzugsweise als Kameramann für in Israel produzierte Filme gearbeitet hat. Das Budget des Films betrug 2 500 000 €.
Kameramann war Antoine Héberlé, der im selben Jahr für den Film Grigris Glück in Cannes mit dem Prix Vulcain de l’artiste technicien ausgezeichnet wurde. Heberlé arbeitete mit einer ARRI Alexa, Angenieux Optimo-Linsen sowie Zeiss Standard Speed Prime Linsen, die dem Kameramann auch das Filmen bei schwachen und sehr ungünstigen Lichtverhältnissen erlauben.
Die Kostüme schuf die französische Kostümbildnerin Alexia Crisp Jones, das Setdesign Manu (Emmanuel) de Chauvigny.
Gedreht wurde der Film vom 27. April bis zum 14. Juni in Paris, in den Gemeinden Castillonnès, Duras und Tonneins in der Region Aquitanien sowie in Israel.
Die originale Filmmusik komponierte der israelische Rockmusiker und -sänger Avi Belleli (* 1963). Durch den ganzen Film jedoch ziehen sich Ausschnitte aus Arien der Oper La Traviata von Giuseppe Verdi.
Zuständig für Sound und Musikredaktion des Films war der mehrfach in Israel ausgezeichnete Sounddesigner Gil Toren (1962–2020).

## Veröffentlichung
Filmpremiere war im September 2013 auf dem Haifa Film Festival, wo er als bester Debütfilm ausgezeichnet wurde. Am 22. September 2013 wurde der Film am 
San Sebastian Film Festival gezeigt. Kinostart in Frankreich war der 13. August 2014.
Die von Le Pacte publizierte DVD in französischer Sprache mit französischen Untertiteln enthält als Bonusmaterial den Dokumentarfilm Tous les soirs von Yossi Aviram, Dauer 71 min.

## Kritik
Das Filmmagazin Le Film français bezeichnet den Film als „philosophischen Krimi“ (polar philosophique).
Jordan Mintzer, Filmkritiker des Hollywood Reporter, findet den Film zwar ziemlich fade (bland) und spannungsarm, lobt aber die Leistung der Schauspieler und Héberlés Kameraarbeit: sein Spiel mit Spiegelungen, die sensible Lichtführung und wie er starke Parallelen zwischen den Landschaften in Israel und in Frankreich schaffe, und er lobt das stimmungsvolle Sounddesign von Gil Toren.
Joe Weisberg von Variety schreibt dem Film eine in jeder Beziehung positive Kritik und untertitelt seine ausführliche Filmbesprechung mit „Yossi Aniram macht ein ungewöhnlich einfühlsames Filmdebüt mit diesem wundervoll zurückhaltenden Drama über einen Vater und seinen fremd gewordenen Sohn.“